# Коста Николов (опълченец)
Вижте пояснителната страница за други личности с името Коста Николов.
Коста Николов Трайков (Пешов) е български опълченец (1877 – 1878) от Македония.

## Биография
Коста Николов Трайков или Пешов е роден на 2 февруари 1857 година в Свети Никола или в Куманово, по това време в Османската империя. 
Постъпва в Българското опълчение на 28 април 1877 година. Зачислен е в IV дружина, I рота. Участва във военните походи и боеве на дружината: в отбраната на прохода Шипка (август 1877), в зимното преминаване на Балкана, битките с башибозуците при Тича (16 януари 1878) и при Садово (22 януари 1878) и др. При сраженията на Шипка е ранен от куршум в пръстите на дясната ръка. Уволнен е на 4 юни 1878 година.
Награден е със сребърен медал за участието в отбраната на Шипка (август 1879 г.).
Обявен е за почетен гражданин на Габрово през 1923 година заедно с останалите живи по това време опълченци, известни на габровци.
След Освобождението остава да живее в Княжество България, установява се в София. Работи в Държавната печатница от 16 юни 1894 до 1 август 1906 година като разсилен. От 7 октомври 1906 година му се отпуска поборническа пенсия. От май 1908 до 10 март 1910 година работи в Министерството на търговията и земеделието.
Умира на 17 април 1941 година в София.